# Province de Quảng Bình
La province de Quảng Bình est une province de la région de la côte centrale du Nord du Viêt Nam.

## Géographie
Son chef-lieu est la ville de Đồng Hới. La population est de 857 818 personnes, pour une surface de 8,051 km2. On y trouve le Parc national de Phong Nha-Kẻ Bàng. C'est aussi le lieu de naissance du général Võ Nguyên Giáp, de Ngô Đình Diệm, Nguyen Huu Canh, Han Mac Tu, Bao Ninh, Dương Văn An (en) et Dong Si Nguyen.

### Climat
Il possède les caractères généraux du climat du centre du Việt Nam. C’est un climat tropical, très influencé par le régime des moussons, avec deux saisons bien distinctes, la saison pluviale et la saison sèche.

### Température et humidité
Dans les plaines et dans les collines, la température moyenne annuelle est de 25 °C, dans les montagnes elle est de 21 °C. Durant l’année, deux périodes se distinguent. D’abord une période plus froide de novembre à mars, avec des vents froids venant du nord-est. La température moyenne mensuelle la plus basse apparaît au mois de janvier avec 20 °C. Les températures minimales peuvent descendre jusqu’à 12 °C dans les plaines et l’humidité relative moyenne mensuelle est importante, entre 85 et 95 % (Villegas 2004). Ensuite une période plus chaude d’avril à septembre, avec des températures moyennes mensuelles allant jusqu’à 29 °C en juillet et des pointes jusqu’à 38 ou 40 °C (Villegas 2004). L’humidité relative est plus faible et peut descendre parfois jusqu’à 50 % (Villegas 2004).

### Précipitations
Les précipitations annuelles de la province s’élèvent à 2 000–2 300 mm avec une répartition non uniforme. Celles de la saison des pluies, de septembre à décembre, représentent 70 % des précipitations annuelles.

## Économie
Le PNB de la province (2020) est de 4000 US$ par habitant, PNB national (4 000 $/hab.).

## Administration
La Province de Quảng Bình est composée de la ville de Đồng Hới et des districts suivants :
- Bố Trạch
- Lệ Thủy
- Minh Hóa
- Quảng Ninh
- Quảng Trạch
- Tuyên Hóa

## Histoire
Sous les rois Hung Vuong, quand la nation de Van Lang fonda la coalition tribale de Văn Lang, Quảng Bình a appartenu au groupe de Việt Thường. Sous Lê Trung Hưng, cette province était appelée Tiên Bình.
Le Viêt Nam central et du sud (du col de Ngang à la province de Bình Thuận) appartenait au royaume de Champa. Les guerres entre le Champa et le Dai Viet étaient alors fréquentes et se déroulaient sur le territoire de la province de Quang Binh. Celle-ci fut intégrée au Đại Việt en 1306 après le mariage de la princesse Huyền Trân (en) (de la dynastie Trần), avec le roi de Champa Jaya Simhavarman III (Vietnamien : Chế Mân). La Princesse Huyen Trần était fille du Roi Trần Nhân Tông et sœur cadette du futur roi Trần Anh Tông. Les mariages politiques étaient une pratique traditionnelle des rois de Champa. Grâce à ce mariage, le Đại Việt acquit (comme dot) ce qui est aujourd'hui la province de Quảng Bình, la province de Quảng Trị et la province de Thừa Thiên Huế (alors connue respectivement comme Chau O et Chau Ri ou Chau Ly).
Pendant la guerre entre les dynasties Trinh et Nguyen au XVIIe siècle, le fleuve Gianh (en) dans la province de Quang Binh a servi de frontière entre le Dang Trong (Viêt Nam du sud) et le Dang Ngoai (Viêt Nam du nord). La ville de Dong Hoi fut construite comme forteresse pour protéger les Nguyen (du sud) contre les attaques des Trinh (du nord). En 1604, le nom de la province fut changé en Quảng Bình. Nguyễn Phúc Khoát divisa le Quảng Bình en 3 comtés (dinh) : dinh Bố Chính (anciennement dinh Ngói), dinh Mười (ou dinh Lưu Đồn), et dinh Quảng Bình (ou dinh Trạm).
La province fut établie en 1831, avec la partie de phủ Quảng Ninh, à laquelle fut ajouté le phủ Quảng Trạch.
Durant la colonisation française (Indochine française), Quang Binh faisait partie de l'Annam. La base aérienne de Dong Hoi fut employée par l'armée française pour attaquer le Viet Minh dans la région ainsi que l'armée laotienne du Pathet Lao. En 1954, selon les accords de Genève, le Viêt Nam est divisé en 2 parties avec le 17e parallèle comme frontière : la province de Quang Binh se trouvait donc dans le Viêt Nam du nord communiste.
Pendant la guerre du Viêt Nam, Quang Binh fut la province le plus sévèrement détruite par les bombardements des B-52 américains, en raison de la proximité du 17e parallèle et de la piste Hô Chi Minh.
En 1976, les provinces de Quang Bình, Quảng Trị et Thừa Thiên Huế furent fusionnées dans la province de Bình Tri Thiên. Elles ont été à nouveau séparées en 1990.

## Transport

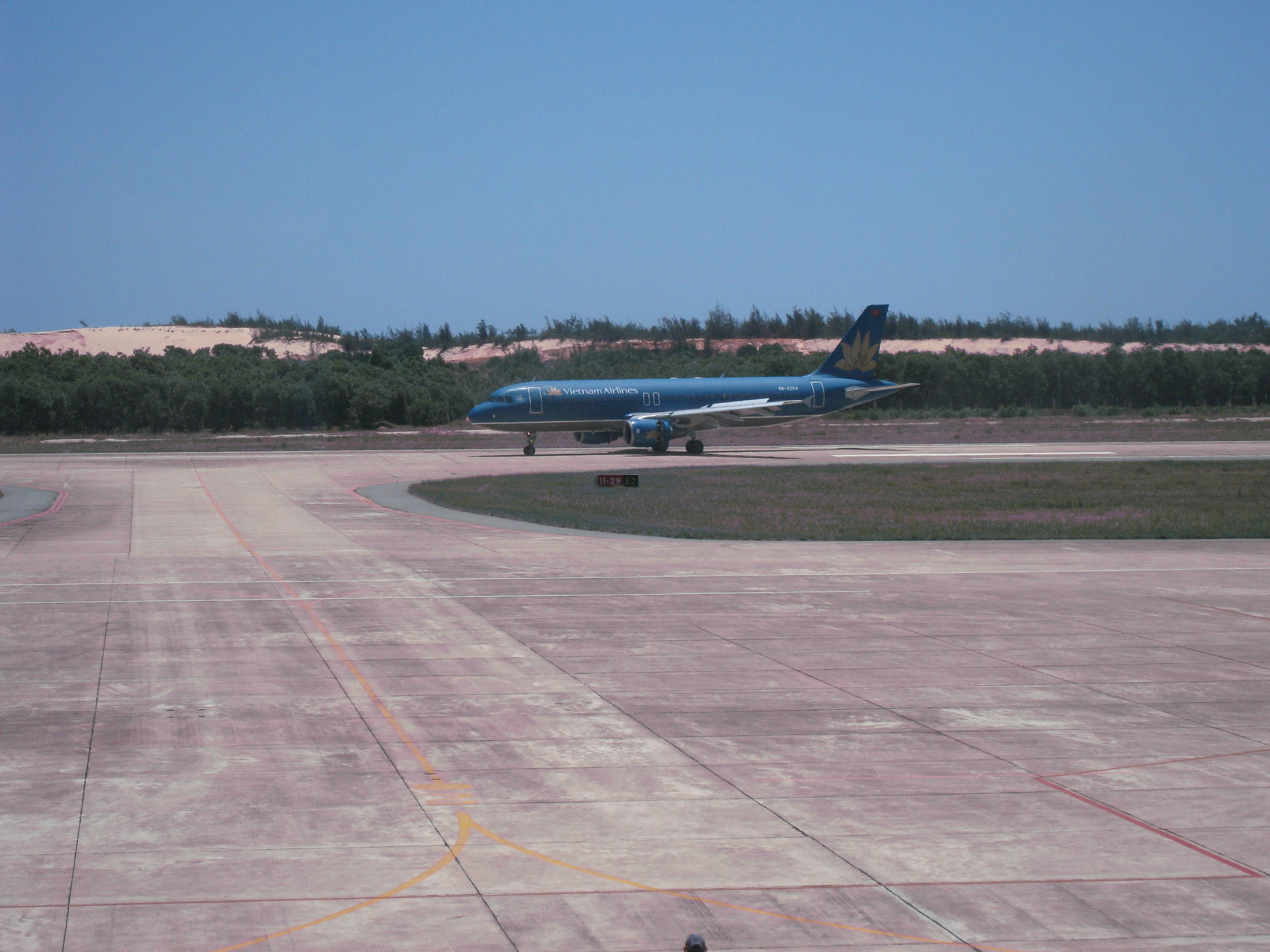
Un Airbus A320 de Vietnam Airlines à l'aéroport de Đồng Hới en 2011.

Deux routes nationales parallèles traversent la province : la route nationale 1A et la route Hô Chi Minh. La route 12 relie cette province avec la province de Khammouane (Laos). Le chemin de fer Hanoï-Saïgon traverse la province de Quang Binh, avec la gare de Đồng Hới.
L'Aéroport de Đồng Hới, situé dans la ville de Dong Hoi, offre des vols avec l'aéroport international de Nội Bài à Hanoï et de l'aéroport international de Tân Sơn Nhất à Hô Chi Minh-Ville,.

## Parc national de Phong Nha-Ke Bang
Le parc national de Phong Nha-Ke Bang est situé dans une zone de calcaire de 2 000 km2 au Viêt Nam et une zone de calcaire de 2 000 km2 adjacente du parc national de Hin Namno (en) dans la province de Khammouane, au Laos. Il couvre une superficie totale 857,54 km2, plus une zone-tampon de 1 954 km2.
Le parc a été créé pour protéger une des plus grandes régions de karst du monde avec 300 cavernes et grottes et l'écosystème de la forêt sur calcaire dans la région de la chaîne Annamitique dans la côte centrale du Nord du Viêt Nam,.
Phong Nha-Kẻ Bàng se distingue pour son es systèmes de 300 cavernes et grottes, d'une longueur totale d'environ 70 kilomètres, dont seulement 20 ont été explorés par les scientifiques vietnamiens et britanniques ; 17 km sont situés dans la région de Phong Nha et trois dans la région de Kẻ Bàng. Après avril 2009, la longueur totale des cavernes et les grottes a été évalué à 126 kilomètres. Avant découverte de caverne de Son Doong, Phong Nha a détenu plusieurs records de caverne du monde, car il a le plus long fleuve souterrain, aussi bien que les plus grands cavernes et passages. Le parc tire son nom de la caverne de Phong Nha, la plus belle de toutes, contenant beaucoup de formations de roche fascinantes, et forêt de Ke Bang. Le plateau sur lequel le parc est situé est probablement l'un des exemples les plus fins et les plus distinctifs d'une forme de relief complexe de karst en Asie du Sud-Est.
Il a été reconnu patrimoine mondial, lors de la vingt-septième session plénière du comité international du patrimoine mondial, relevant de l'Unesco, qui s'est tenue du 30 juin au 5 juillet 2003 à Paris (France).

## Communes de la province
- Liên Thủy

## Photographies

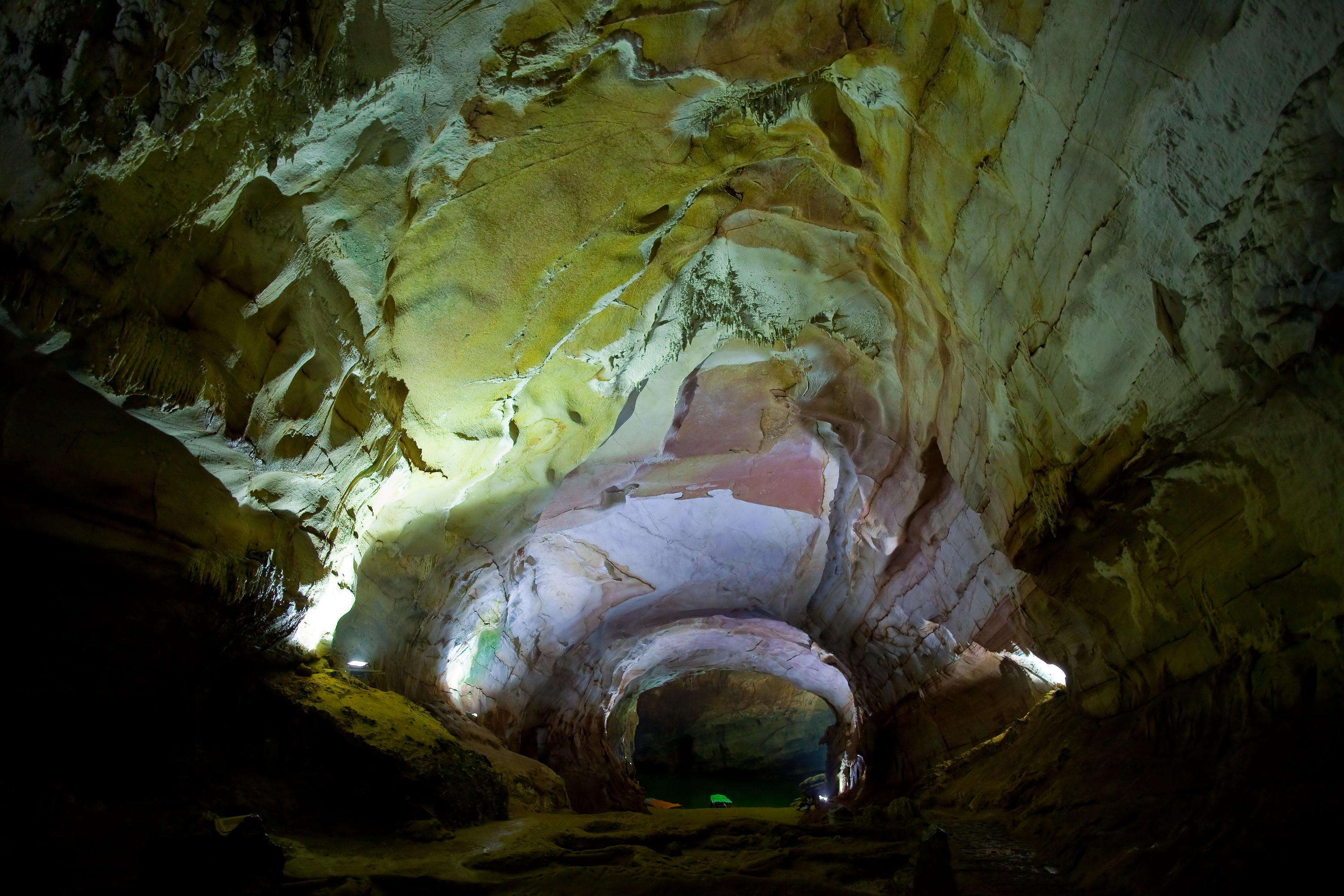
Parc national de Phong Nha-Kẻ Bàng
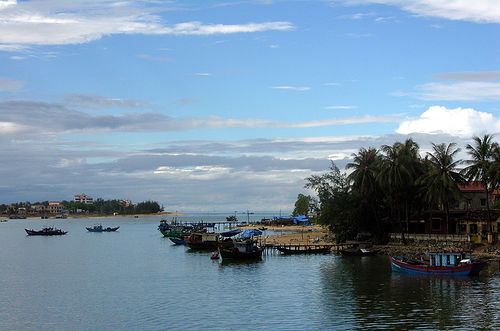
Embouchure du Nhât Lê
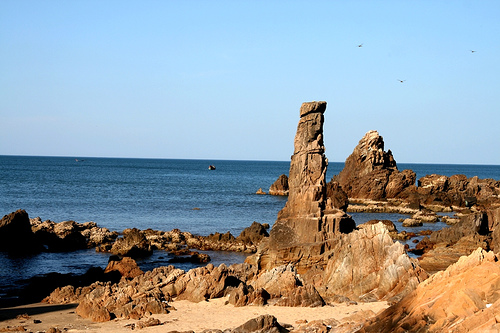
Plage de Da Nhay
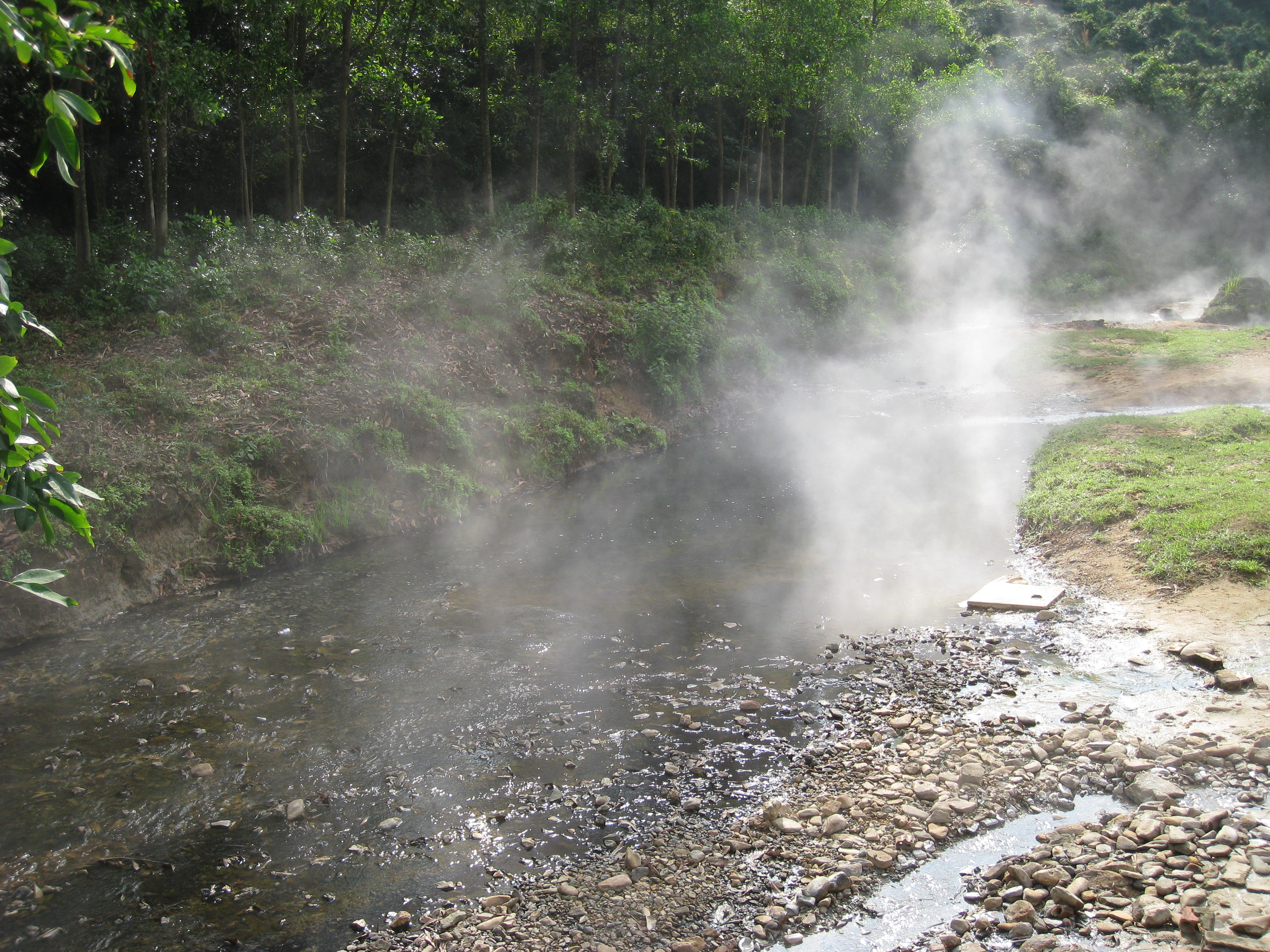
Source thermale de Bang
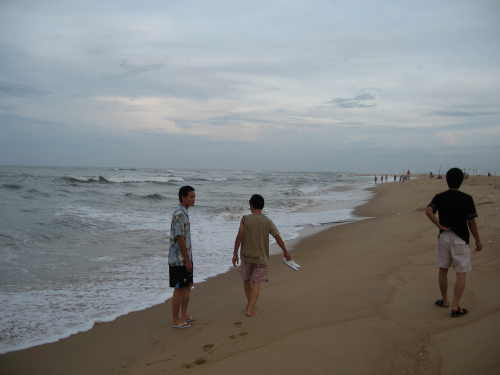
Plage de Nhât Lê
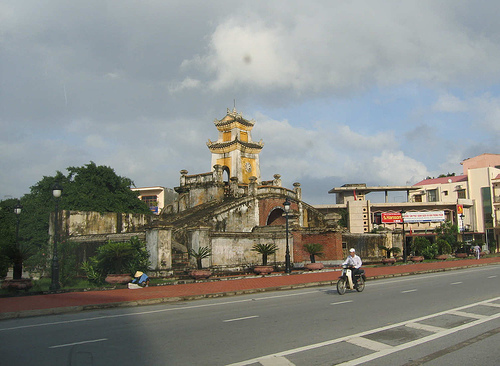
vue de Dong Hoi
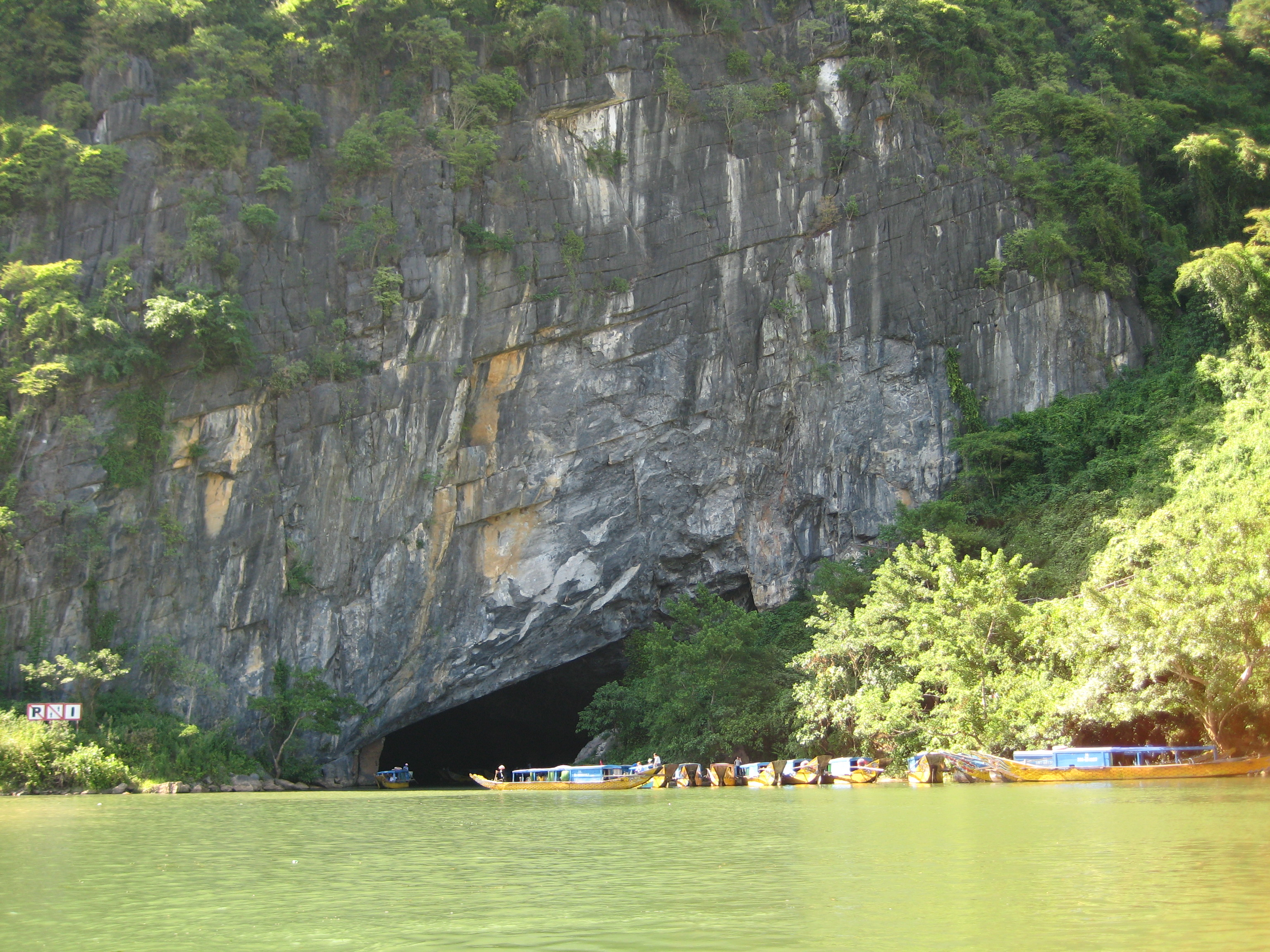
Parc national de Phong Nha-Kẻ Bàng
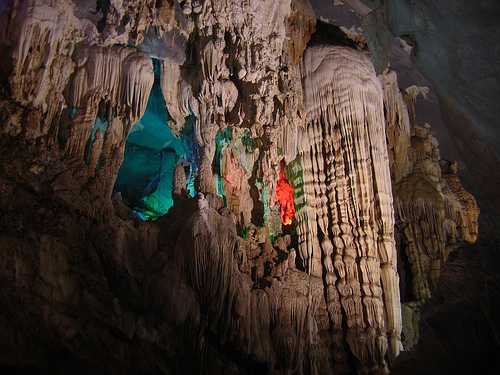
Parc national de Phong Nha-Kẻ Bàng
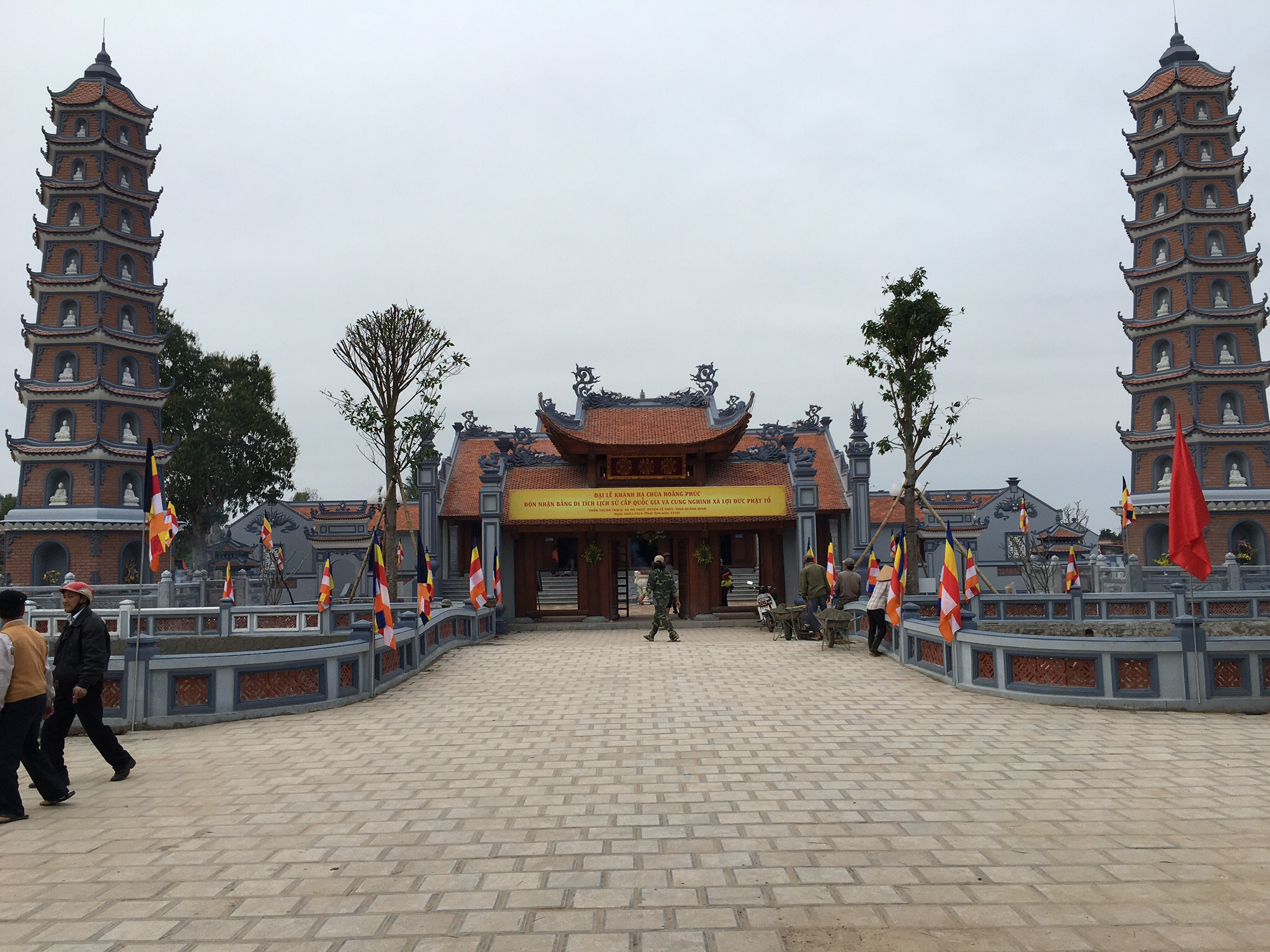
Pagode de Hoằng Phúc

## Source
1. 1 2 3  (vi) « Tong quan Quang Binh », Quang Binh province government, 8 février 2010.
2. 1 2  « Phong Nha-Ke Bang National Park », Programme des Nations unies pour l'environnement, mars 2003 (consulté le 21 février 2008).
3. ↑  (vi) « Open Ho Chi Minh City-Dong Hoi Air Route », Tuoi Tre, 15 juin 2009.
4. ↑  Information de vols pour aéroport de Đồng Hới sur le site officiel de gouvernement de Quảng Bình.
5. ↑  « World Heritage Nomination, IUCN Technical Evaluation; Phong Nha-Ke Bang National Park, p. 53, 54, 55 » [PDF], Union internationale pour la conservation de la nature (consulté le 28 février 2008)
6. ↑  (en) « Patrimoine mondial de l'UNESCO – Parc national de Phong Nha - Kẻ Bàng (Quảng Bình) », Vietnam Geological and Mineral Resources Department, 23 juillet 2006 (consulté le 26 février 2008).
7. 1 2  (vi) « World’s largest cave found in Quang Binh », Dân Trí, 23 avril 2009 (consulté le 8 mai 2009)
8. ↑  (en) « Phong Nha Ke Bang National Park in central Quang Binh », Peacetourco (consulté le 28 février 2008)